# Iran Fajr International 2006
Die Iran Fajr International 2006 im Badminton fanden im Februar 2006 statt.

## Sieger und Platzierte
| Disziplin    | Gold                               | Silber                              | Bronze                       |
| ------------ | ---------------------------------- | ----------------------------------- | ---------------------------- |
| Herreneinzel | Golam Reza Bagheri                 | Ali Shahhosseini                    | Omid Karami                  |
| Herreneinzel | Golam Reza Bagheri                 | Ali Shahhosseini                    | Yara Pahlavan                |
| Dameneinzel  | Behnaz Perzamanbin                 | Nakisa Soltani                      | Negin Amiripour              |
| Dameneinzel  | Behnaz Perzamanbin                 | Nakisa Soltani                      | Zamanian Sahar               |
| Herrendoppel | Eskandari Jalal Shiri Nikzad       | Golam Reza Bagheri Ali Shahhosseini | Medhi Raufi Ashkan Fesahati  |
| Herrendoppel | Eskandari Jalal Shiri Nikzad       | Golam Reza Bagheri Ali Shahhosseini | Omid Karami Yara Pahlavan    |
| Damendoppel  | Negin Amiripour Behnaz Perzamanbin | Nakisa Soltani Zamanian Sahar       | Pouneh Razavi Moloud Esmaeli |
| Damendoppel  | Negin Amiripour Behnaz Perzamanbin | Nakisa Soltani Zamanian Sahar       | Abeer Mohamad Rola Matter    |